# 議事程序

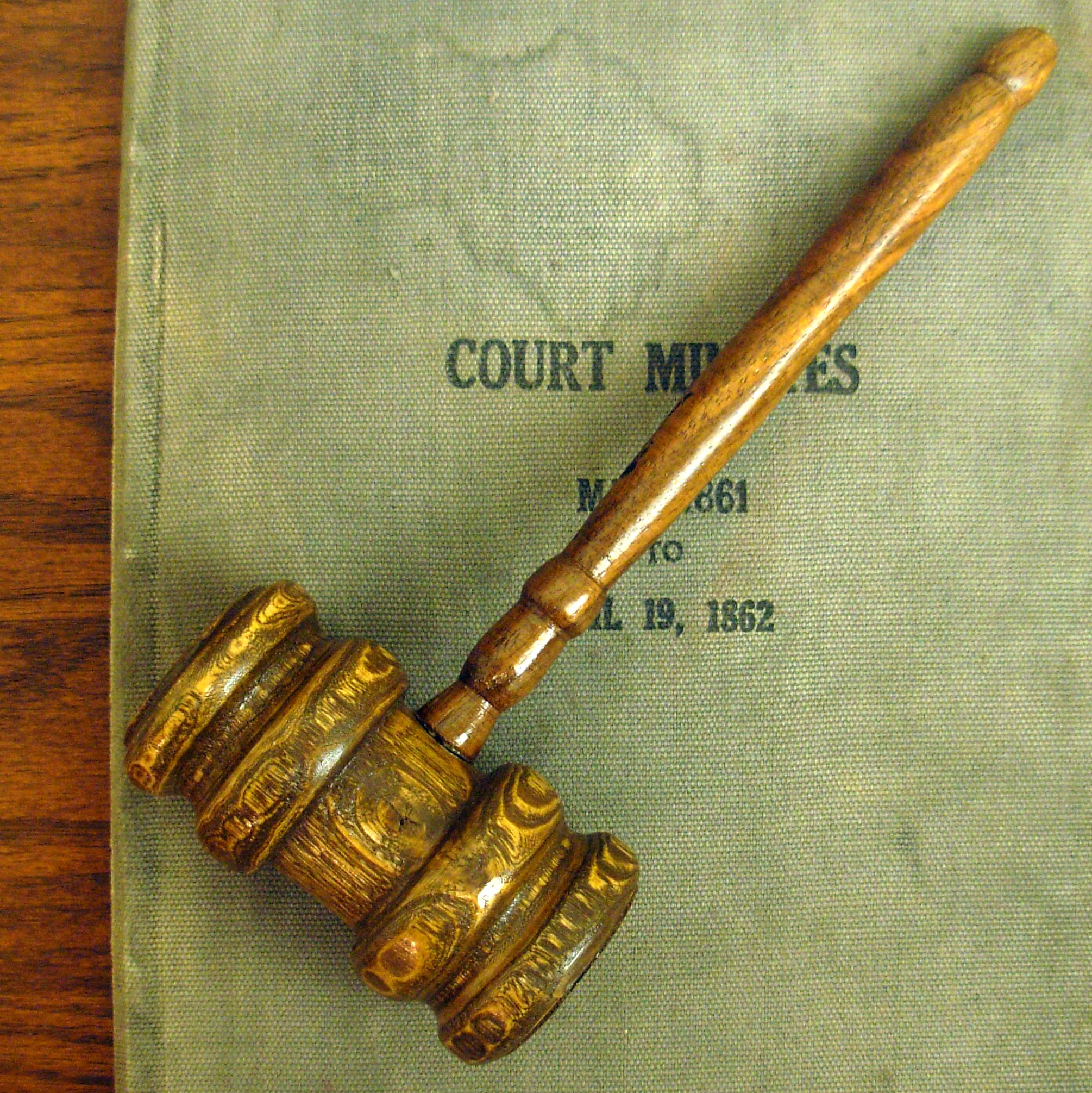
議事學的象徵：議事槌

議事程序（parliamentary procedure），又稱議事法、會議規範等，是在民主、平等、自由、法治精神下，為幫助合議性團體與會者以有效率的方法做出決策，而設定的基本會議規則:16。研究議事程序的學問，稱為「議事學」:13；研究議事程序，並編寫為規範的書籍，稱為議事規範。現代議事程序的基本內涵，是成員發言權利自由平等、主席（議長）公正中立、服從多數且尊重少數的原則上；以此精神，建立公認的議事程序，幫助團體有效率地做出決策:16-18。
從各國國會、地方議會、行政部門會議、國際會議（例如聯合國大會），到一般民間團體、組織、公司的會議，都自有一套帶有地方特色或組織屬性的議事程序:3；但其程序規則來源，大致上有七種：憲法規定、法律規定、議定規則、司法判例、議事學著作、會議規範、習慣與慣例。其中，民間組織、團體及公司通常採用後三者，即使用已編定之會議規則，或奉行該組織既有的會議習慣；而政府單位及立法機構，則大多有法律或行政命令規範如何議事:3。
帶有民主主義、自由主義和法治精神的議事程序，最初始於英國國會，而後普及全球。現代英國國會建立前，雖有古希臘的雅典民主、羅馬共和國的人民大會，或各種基於皇權或王權統治需要而召開的國政會議，例如古中國的朝議；但其內涵皆與現代民主、自由、平等、法治精神相去甚遠:15。1801年，美國第三任總統湯瑪斯·傑佛遜任美國參議院院長時，參考英國議事慣例，撰寫《美國參議院議事規則手冊》，首開成文議事規範濫觴，受歷屆美國國會用為程序；1876年，美國陸軍准將亨利·馬丁·羅伯特出版《羅伯特議事規則》，漸漸成為通行現代議事程序的國家、地區中，最廣為使用的民間議事規範。

## 歷史

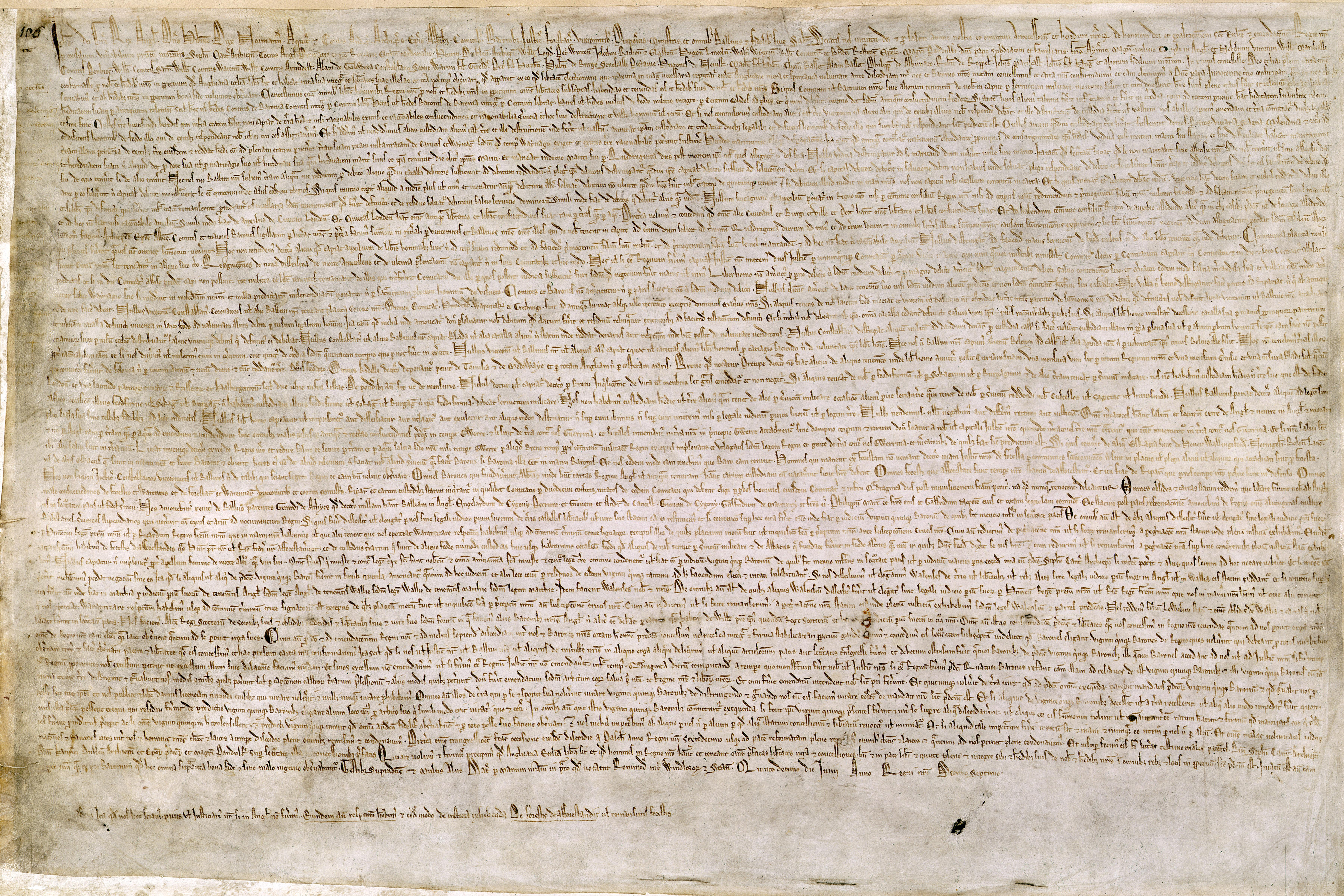
大英圖書館保存的《大憲章》謄本，該本製作於1215年。

現代議事程序始於英國，而英國及整個西歐地區的法律與政治又受到羅馬法影響。早在古希臘的雅典城邦，有議決公眾事務的雅典集會就有了現代的多數決和法定人數概念，其重要決策與人事任命，皆使用貝殼進行票決；表決時總票數若無6,000票，則表決結果作廢。然而，古雅典城邦的民主制度並不符合現代的平等原則，具有選舉權的公民僅限成年的男性自由民，奴隸和女性都無法參與公共事務。古希臘之外，羅馬王政時期的成年男性市民也可以參與市民會議，針對國王的提案進行表決。
羅馬帝國滅亡後，基督教會巍然而立，成為中世紀歐洲各國的宗教領袖。羅馬法學進入教會組織後，1059年，教宗尼各老二世發布《以主之名》詔令，宣布由樞機主教進行教宗選舉，並以多數決為表決方式。其後歐洲各國均以多數決為議決事項之表決方法。在今日的英格蘭地區，「諾曼征服」以後，國王就有權組織封建貴族會議，作為王權的諮詢機構。然而，英格蘭王權隨著對外戰爭失利（布汶戰役）、王位正當性之爭與國王因爭奪坎特伯雷大主教的任命權遭教宗逐出教籍式微，金雀花王朝國王約翰被迫接受封建貴族提出的《大憲章》，使議會脫離王權控制，並使議會成為後世英國國會的雛型。《大憲章》不只授權25名貴族組成的委員會有權否決國王命令，必要時還可武力佔據王室財產及城堡；同時，國王在未經法官審判下，不得任意處決、逮捕、放逐或沒收人民生命及財產，形同保障現代的人身自由，也確立「法律高於王權」原則。
《大憲章》開啟英國政治新頁，隨著國會與王權彼此爭權、制衡，英國國會發展出一套議事慣例；國會議員從行使權力（例如審核預算權）到討論議案，都受到不成文的議事慣例約束，以免會議無法繼續。比方說，議長為公正中立者，有主持會議之責；比方說，議會有審查政府財務收支之權。事實上，「未經國會同意不得任意徵稅」原則，就是在《大憲章》時定下的，並成為英國國會最初也最主要的政治權力。以此為出發點，加上啟蒙時代諸位思想家薰陶，1776年7月4日，十三州殖民地代表齊聚費城，簽署《美國獨立宣言》，宣告美國將成為一個平等、自由、獨立的國家。甫成立的美國國會既吸收英國國會長年積累的議事慣例，又受啟蒙時代思想家影響，為了將議事慣例化為文字，前美國總統湯瑪斯·傑佛遜才寫下《美國參議院議事規則手冊》，成為後世美國國會遵循的議事規則。75年後，1876年，美國陸軍准將亨利·馬丁·羅伯特受到議會發言仍常有衝突的啟發，根據美國眾議院的事件整理編寫議事規則與慣例，出版《羅伯特議事規則》，不但給美國議員做參考，也提供民間團體使用，在世界各地的議程中汲取教訓改版，並被翻譯為多種語言，例如孫中山將其翻譯為中文，寫成《民權初步》等，該書邏輯縝密淺顯易懂，漸漸成為通行現代議事程序的國家、地區中，最廣為使用的民間議事規範書